# Eli Urbanová
Eli Urbanová, vlastním jménem Eliška Urbanová, dívčím jménem Vrzáková (8. února 1922, Čáslav – 20. ledna 2012, Praha) byla pedagožka a esperantská básnířka, vyznamenávaná na mezinárodních literárních soutěžích.
Literárně debutovala v češtině již jako třináctiletá povídkou Na makovicích v novinách Národní osvobození (1935). V r. 1940 jí u nakladatele Malého v Čáslavi vyšla pod pseudonymem Eliška Doubravská její první básnická sbírka Zrcadlo.

## Životopis
V letech 1937–1941 ve svém rodném městě absolvovala učitelský ústav a zároveň studovala 8 let na hudební škole hru na klavír. Po ukončení studia nastoupila jako učitelka klavíru a houslí do soukromé hudební školy profesora Štěpána Urbana, za něhož se zanedlouho provdala.
O esperantu se s manželem poprvé dozvěděla v r. 1942 od herce Karla Högera, který působil v esperantském rozhlasovém vysílání Verda stacio (Zelená stanice). Jazyk se ovšem s manželem začala učit až v r. 1948. Již o dva roky později složila jazykové zkoušky a začala v esperantu literárně tvořit.
V letech 1952–1977 získala 10 významných mezinárodních ocenění za svou původní básnickou tvorbu.
Po rozvodu v r. 1955 se vrátila ke své původní profesi a působila jako učitelka na základní škole, později jako vychovatelka a vedoucí školního klubu. V r. 1975 vyšla v SPN její metodická příručka pro vychovatelky „Aby lidé byli lidmi“. 2. vydání v r. 1984 neslo název „Výchovné besedy ve školních družinách: Náměty ze zkušeností vychovatelky.“
V 80. letech aktivně působila v Literární sekci Českého esperantského svazu, jejímiž členy byli především čeští beletristé tvořící jak česky, tak v esperantu (např. Jiří Karen, Josef Rumler a další), opírající se o zkušenosti Pražské lingvistické školy.
V r. 1956 byla spoluzakladatelkou organizace EVA (Svazu esperantských spisovatelů). V letech 1986–1995 byla členkou mezinárodní esperantské akademie (ve stoleté historii druhá žena v této akademii, první žena byla Marjorie Boulton).
V r. 1990 byla přijata za členku české Obce spisovatelů.
Její básnické sbírky vyšly nejen v ČR, ale i v Německu, Brazílii a na Kanárských ostrovech.
Básně byly publikovány v mnoha esperantských časopisech od Kolumbie po Austrálii, vyšly i v časopise pro nevidomé "Aŭroro". Za svůj autobiografický román Hetajro dancas (Hetéra tančí) získala v r. 2001 prestižní ocenění od mezinárodní kulturní organizace OSIEK.

Její verše stále uchvacují čtenáře svou vášnivostí, barvitostí a nezvyklou otevřeností a intiminou námětů.

## Dílo
- Nur tri kolorojn (nakl. Stafeto, Kanárské ostrovy, 1960)
- El subaj fontoj (Český esperantský svaz 1981)
- Verso kaj larmo ( nakl. Iltis, Německo, 1986)
- Vino, viroj kaj kanto ( nakl. Fonto, Brazílie, 1995)
- Hetajro dancas ( nakl. Fonto, Brazílie, 1995) – autobiografický román
- Peza vino /Těžké víno (KAVA-PECH 1996) – v paralelním českém překladu Josefa Rumlera
- El mia buduaro ( nakl. Fonto, Brazílie 2001)
- Rapide pasis la temp' (KAVA-PECH 2003)
- Prefere ne tro rigardi retro (KAVA-PECH 2007)